# Devanir José de Carvalho
Devanir José de Carvalho (Muriaé, 15 de julho de 1943 — São Paulo, 07 de abril de 1971) foi um militante e guerrilheiro, líder sindical e integrante da luta armada contra a ditadura militar brasileira. Torneiro mecânico, usava o nome de guerra de Henrique foi um dos fundadores do Sindicato dos Metalúrgicos de São Bernardo do Campo e Diadema, e também do Movimento Revolucionário Tiradentes (MRT). Foi baleado em uma encruzilhada policial, levado ao DOPS/SP e foi torturado até a morte.
É um dos casos investigados pela Comissão da Verdade, que apura mortes e desaparecimentos na ditadura militar brasileira.

## Biografia
Devanir José de Carvalho nasceu na cidade mineira de Muriaé, filho de Ely José de Carvalho e Esther Campos de Carvalho, em uma família que participava da Igreja Metodista. Possuía cinco irmãos: Derly, Jairo, Joel, Daniel e Helena  José de Carvalho. Quando era ainda criança, entre 1959 e 1960, Devanir mudou-se com seus pais e seus irmãos para São Paulo em busca de melhores condições de trabalho. Posteriormente, estabeleceram-se no ABC paulista, quando a região começou a se tornar um polo industrial. Neste período, Devanir chegou a trabalhar em fábricas de algumas companhias na região, como Toyota e Villares.
No ano de 1963, Devanir se casou com Pedrina José de Carvalho, com quem teve dois filhos: Carlos e Ernesto Guevara. No mesmo ano, começou a se envolver com o movimento operário. Foi um dos fundadores do Sindicato dos Metalúrgicos de São Bernardo do Campo e Diadema, sendo peça importante na organização de greves e manifestações sindicais no Grande ABC, até que se afiliou ao Partido Comunista do Brasil (PCdoB). Após o Golpe de Estado de 1964, com a instauração da ditadura militar, se mudou com a família para a cidade do Rio de Janeiro e passou a trabalhar como motorista de táxi.
Deste ponto em diante, Devanir passa a participar de diferentes movimentos de esquerda, chegando até mesmo a fazer treinamentos de guerrilha na China. Em 1967, se une a dissidentes do PCdoB e passa a integrar a Ala Vermelha (PCdoB-AV), juntamente com os irmãos Derly e Aderval Alves Coqueiro, se mudando novamente, desta vez para a capital paulista. Neste período passou por diversas repressões da oposição. Além de Devanir, o restante de sua família também estava sendo perseguido. Em um destes episódios, a residência familiar passou a ser vigiada e monitorada pelo DOPS/SP, que já estariam investigando seus irmãos Derly e Daniel. No dia 6 de novembro de maio de 1967, os policiais invadem sua casa, e ainda levam os outros irmãos Jairo, Joel e Helena, que na época era menor de idade e tinha apenas 15 anos. Os pais Ely e Esther também foram levados ao quartel. Na mesma noite, ao chegarem em casa, Derly e Daniel foram surpreendidos com um tiroteio, Devanir, que era reconhecido pelo seu codinome Henrique também participou do confronto e, apesar de ter sido baleado, conseguiu sair ileso.
Em 1969, deixa a Ala Vermelha e funda o Movimento Revolucionário Tiradentes (MRT), com o qual realizou os atos armados contra a ditadura militar.
Juntamente com o Dirigente do movimento Resistência Democrática (REDE), Eduardo Collen Leite, conhecido como "Bacuri", e a Vanguarda Popular Revolucionária (VPR), o MRT articulou o sequestro do cônsul-geral do Japão, Nobuo Okuchi. O ato ocorreu na cidade de São Paulo, e foi planejado para negociar uma troca de prisioneiros políticos pelo diplomata. Os guerrilheiros conseguiram trocar o cônsul japonês por cinco presos e três crianças.

## Morte
No dia 5 de abril de 1971, às 11 horas da manhã, Devanir José de Carvalho chegou em um veículo Volkswagen azul na Rua Cruzeiro, 111, no bairro do Tremembé, em São Paulo. No local, houve um tiroteio e sucessivos disparos de metralhadora foram registrados.
Há duas versões para a continuação deste ocorrido e a causa da morte de Devanir. A versão adotada como oficial na época pelo Serviço de Informação do Departamento de Ordem Política e Social de São Paulo (DOPS/SP) afirma que o guerrilheiro teria morrido no dia 5 de abril de 1971, em consequência dos ferimentos, após ter atirado contra os policiais e ter sido alvejado em resposta. Laudos produzidos à época confirmam a versão do DOPS, mas alguns trechos são vistos como contraditórios. Em um campo em que se pergunta “se a morte foi produzida por meio de veneno, fogo, asfixia, tortura ou por outro meio insidioso ou cruel, a resposta é “prejudicado”.
A outra versão desmente o que foi contado pelos militares, baseada na versão de companheiros de Devanir no MRT, como do jornalista Ivan Seixas em depoimento à Comissão da Verdade do Estado de São Paulo. Devanir teria sido baleado, imobilizado e levado, da Rua Cruzeiro, para o DOPS/SP, onde foi torturado. Por causa das sessões de tortura, comandadas pelo delegado Sérgio Fleury, pelo Capitão Ênio Pimentel Silveira e por agentes do DOI/CODI, Devanir veio a falecer às 18 horas do dia 7 de abril de 1971. Segundo depoimentos de carcereiros do DOPS, “Devanir durante dois dias levou um pau danado. Só falava seu nome e o da organização, e xingava muito o Fleury. Todo mundo ouvia de longe. Devanir cuspiu muito sangue na cara do Fleury”. Uma suposta foto, que mostraria os locais em que o guerrilheiro foi alvejado e confirmaria a versão oficial, nunca foi encontrada, nem nos arquivos do DOPS nem nos arquivos do Instituto Médico Legal (IML).
Em sua declaração À Comissão da Verdade, Ivan Akselrud de Seixas também afirma que assim que soube do confronto da Rua Cruzeiro,111 no Tremembé, ele e mais alguns companheiros militantes, se dirigiram atá o local para entenderem o ocorrido, ao chegarem lá, os morados da região disseram que, há pouco tempo, um rapaz com as feições de Devanir havia sido preso. Após alguns dias, Ivan havia recebido por meio da organização, uma serie de informes sobre a possível morte do colega no dia 7 de abril do mesmo ano. Quando Ivan foi preso pelo DOPS, no dia 16 de abril de 1971, foi ameaçado por diversos oficiais que o diziam que teria a mesma morte que "Henrique" (codinome de Devanir) pelas mãos de Fleury. Durante sua prisão, quando foi interrogado pelo oficial "Carlinhos Metralha", Ivan também foi perguntado se participava da organização de "Henrique" e se sabia da ocorrência da sua morte.
A analise do corpo de Devair foi feita pelos legistas João Pagenotto e Abeylard de Queiroz Orsini, que confirmaram a primeiro ponto, a versão contada pelos oficiais, a qual Devair teria sido morto em decorrência do tiroteio. O militante teria sido atingido em seis partes do corpo: um tiro na cabeça, quatro no tórax e um na coxa esquerda. Seu laudo estaria identificado com um "T' vermelho que classificava Devanir como terrorista profissional. As fotos da necrópsia do militante nunca foram encontradas.
Além de Devanir, outros dois membros da família Carvalho foram dados como desparecidos ou mortos durante o período ditatorial no Brasil, seus irmãos Daniel e Joel constam da lista dos Desaparecidos Políticos do anexo um da Lei 9140/95.
Devanir foi sepultado no Cemitério de Vila Formosa, mas em sua certidão de óbito, emitida em 20 de outubro de 1995, consta que ele foi enterrado no Cemitério de Perus.
A defesa de seu caso na Comissão Especial dos Desaparecidos políticos no dia 29 de fevereiro de 1996 foi deferida por unanimidade e teve o jurista Nilmário Miranda como relator.

## Homenagens
Como homenagem ao militante, foi fundada no município de Diadema, Região Metropolitana de São Paulo, a Escola Municipal de Educação Básica - EMEB (Creche) Devanir José De Carvalho.
Em 2017, também três cemitérios de São Paulo ganharam placas para homenagear as vítimas da Ditadura Militar que foram sepultadas nos cemitérios municipais da cidade entre os anos de 1969 e 1979. Além dos nomes nas placas, houve também o plantio de árvores de Ipês nesses lugares.
O primeiro a receber a homenagem foi o Cemitério Dom Bosco, seguido do de Campo Grande e, por fim, o de Vila Formosa. O projeto, que contemplou o nome de Devanir José de Carvalho, foi uma parceria entre três secretarias: a de Direitos Humanos e Cidadania (SMDHC), a do Verde e Meio Ambiente (SVMA) e a do Serviço Funerário do Município de São Paulo (SFMSP).
Na cidade de Belo Horizonte, capital de Minas Gerais, foi inaugurada uma rua com seu nome em um bairro industrial, Novo das Indústrias, homenageando a trajetória e a história do militante.